# 장항준
장항준(1969년 9월 17일 ~ )은 대한민국의 영화감독이자 드라마 작가로서, 디지털서울문화예술대학교 연극영화과 교수이다. 2002년 영화 《라이터를 켜라》로 데뷔하였고, 김장장TV 등도 있다.

## 생애
- 1969년 대구에서 출생했다.
- 어릴 때는 운전기사와 과목 별 과외 선생이 있을 정도로 좀 살던 집안에서 자라나 공부는 안 하고 학교에서 친구들과 놀기만 했다.
- 그러다가, 고2 때 아버지의 건설업이 망하고 재수하며, 서울예전 연극과에 입학하여, 자신이 '무엇을 잘 하냐?'를 볼 때, '보지도 않은 영화 줄거리를 꾸며내던 학창 시절'이 계기가 되었다.
- 졸업 후, '아는 형에게 일자리를 부탁'해 '방송국 막내작가'로 일하다 6개월 후 메인작가가 사라진 상황에서, 기존에 써 놓은 '자신의 아이템이 채택'되면서 FD가 되었다.
- SBS 예능국에서 좋은 친구들도 찍으며 작가로 일하다가, 친구 장진의 신춘문예 당선에 자극받아, 영화계에 작가로 들어갔다.

## 학력
- 휘문고등학교 (졸업)
- 서울예술전문대학 연극과 전문학사 (졸업)

## 영화
- 《박봉곤 가출 사건》 - 각본
- 《불어라 봄바람》 - 각본, 연출
- 《라이터를 켜라》 - 연출
- 《기억의 밤》 - 연출

## 텔레비전 드라마
- 2010년 tvN 《위기일발 풍년빌라》 - 극본
- 2011년 SBS 《싸인》 - 연출(1 ~ 10회)/극본(11 ~ 20회)
- 2012년 SBS 《드라마의 제왕》 - 극본

## 기타
- 2016년 MBC 《무한도전 - 2016 무한상사: 위기의 회사원》 - 연출
- 2021년 KBS1 《다큐On 105회 : 잘 살고 있습니까? 혼자》 - 내레이션

## 예능
- SBS 《접속! 무비월드 - 영화는 수다다》 - 공동 MC
- 2010년 KBS2 《밤샘 버라이어티 야행성》 - 공동 MC
- 2012년 tvN 《코리아 갓 탤런트》 시즌2- 심사위원
- 2016년 JTBC 《아는형님》-5,6회 출연
- 2016년 MBC 《무한도전》 - 게스트
- 2019년 sky Drama 《송은이 김숙의 영화보장》
- 2020년 SBS 《꼬리에 꼬리를 무는 그날 이야기》 - 진행자
- 2021년 KBS2 《옥탑방의 문제아들》 - 게스트
- 2021년 SBS 《꼬리에 꼬리를 무는 그날 이야기》시즌2 - 스토리 텔러
- 2021년 tvN 《알아두면 쓸데있는 범죄 잡학사전》 - 고정
- 2022년 KBS2 《옥탑방의 문제아들》 - 게스트
- 2022년 tvN 《알아두면 쓸데없는 신비한 인간 잡학사전》 - MC
- 2022년 tvN 《알아두면 쓸데있는 범죄 잡학사전》- 고정
- 2022년 유튜브 《라면꼰대 (시즌3)》 - 게스트
- 2023년 JTBC 《듣고 보니 그럴싸》진행자(이야기꾼)
- 2023년 MBC 《전지적 참견 시점》 - 게스트
- 2023년 JTBC 《아는형님》-  게스트
- 2023년 MBC 《황금어장 라디오스타》 - 게스트
- 2023년 유튜브 《핑계고》- 게스트

## 영화 및 드라마 카메오 출연
- 2022년 《사장님을 잠금해제》
- 2016년 《딴따라》
- 2016년 《엽기적인 그녀 2》 - 극단 연출 역
- 2015년 《덫: 치명적인 유혹》
- 2014년 《피노키오》 - 배우가 된 인하의 상상 속 영화감독 역
- 2013년~2014년 《별에서 온 그대》 - 박 감독 역
- 2013년 《감자별 2013QR3》
- 2012년 《유령》 - 루나Bar 건물 관리인 역
- 2012년 《슈퍼스타》
- 2012년 《참을 수 없는》 - 장 작가 역
- 2012년 《간기남》 - 중국집 주인 역
- 2011년 MBC 《최고의 사랑》 - 감독 역
- 2010년 《주유소 습격사건2》 - 감독 역
- 2009년 《지붕뚫고 하이킥》 - 형제 정수기 수리공 역[1]
- 2008년 《죽이고 싶은 남자》
- 2002년 《라이터를 켜라》 - 봉구의 친구 희창 역
- 2001년 《웬만해선 그들을 막을 수 없다》 - 윤항준 역

## 광고
- 2015년 SK브로드밴드 B tv 콘텐츠연구소 '스마트 무비' 편
- 2020년 동국제약 인사돌플러스 '오랜친구' 편
- 2020년 엔픽플 '숨겨진 재능' 편
- 2021년 네이버 시리즈
- 2021년 이루에프씨 바른치킨 '맛으로 바르뎀' 편
- 2021년 KT 키즈랜드 '쓸모네 가족' 편
- 2021년 코나 럭키카드
- 2021년 구글플레이 창구프로그램 TOP3
- 2022년 삼국지 더 다이나믹
- 2022년 포스코

## 홍보대사
- 2021년 ~ 제18회 서울환경영화제 에코프렌즈
- 2021년 ~ 대한민국농구협회 3×3 농구 홍보대사

## 강연
- 2013년 세계여성경제포럼[2]

## 라디오
- KBS 쿨FM 《김승우, 장항준의 미스터 라디오》
- KBS 쿨FM 《장항준, 김진수의 미스터 라디오》
- 2020년 비보티비 《씨네마운틴》

## 장항준의 어수선한 영화이야기
장항준의 어수선한 영화이야기는 윤종신이 진행하던 MBC FM4U의 라디오 프로그램인 《두시의 데이트》에서 매주 목요일에 방송하던 코너로 폭 넓은 영화이야기, 그리고 장항준 특유의 입담으로 많은 청취자로부터 사랑을 받았다.

## 코너 소개와 다시 듣기
- 장항준의 어수선한 영화이야기 코너 소개 페이지
- 장항준의 어수선한 영화이야기 다시 듣기 페이지

### 방송 목록
| 방송일           | 에피소드                   |
| ---------------- | -------------------------- |
| 2004년 6월 9일   | 스티븐 스필버그 편         |
| 2004년 6월 23일  | 실베스터 스탤론 편         |
| 2004년 6월 30일  | 앨프리드 히치콕 전편       |
| 2004년 7월 7일   | 앨프리드 히치콕 후편       |
| 2004년 7월 28일  | 마이클 무어 편             |
| 2004년 8월 6일   | 소피 마르소 편             |
| 2004년 8월 11일  | 피비 케이츠와 브룩 실즈 편 |
| 2004년 9월 8일   | 왕자웨이 편                |
| 2005년 9월 3일   | 로버트 드니로 전편         |
| 2005년 9월 10일  | 로버트 드니로 후편         |
| 2005년 9월 17일  | 팀 버튼 전편               |
| 2005년 9월 24일  | 팀 버튼 후편               |
| 2005년 10월 1일  | 클린트 이스트우드 전편     |
| 2005년 10월 8일  | 클린트 이스트우드 후편     |
| 2005년 10월 15일 | 서극 전편                  |
| 2005년 10월 22일 | 서극 후편                  |
| 2005년 10월 24일 | 톰 크루즈 전편             |
| 2005년 10월 31일 | 톰 크루즈 후편             |
| 2005년 11월 7일  | 쿠엔틴 타란티노 전편       |
| 2005년 11월 14일 | 쿠엔틴 타란티노 후편       |
| 2005년 11월 21일 | 아널드 슈워제네거 편       |

## 수상 경력
- 2018년 KBS 연예대상 라디오 DJ상
- 2024년 대한민국 퍼스트브랜드 대상 전문가엔터테이너 부문 수상